# Mingo (Iowa)
Mingo est une ville du  comté de Jasper, en Iowa, aux États-Unis. Elle est fondée en 1884 et incorporée le 13 février 1903.

## Source de la traduction
- (en) Cet article est partiellement ou en totalité issu de l’article de Wikipédia en anglais intitulé « Mingo, Iowa » (voir la liste des auteurs).